# Michael Bass, I barone Burton
Michael Arthur Bass, I barone Burton (Burton, 12 novembre 1837 – Londra, 1º febbraio 1909) è stato un filantropo e politico inglese.

## Biografia
Era il figlio maggiore di Michael Thomas Bass e il pronipote di William Bass, il fondatore della fabbrica di birra di Bass & Co a Burton. Sua madre era Eliza Jane, figlia di Samuel Arden. Studiò alla Grammar School, Harrow e il Trinity College di Cambridge.

## Carriera
È stato direttore dell'azienda di famiglia dal 1863, e Presidente del Consiglio di Amministrazione dopo la morte del padre nel 1884. Egli è stato anche deputato per Stafford (1865-1868), per East Staffordshire (1868-1885) e per il collegio di Burton (1885-1886).

## Matrimonio
Sposò, il 28 ottobre 1869, Harriet Thornewill (?-21 gennaio 1931), figlia di Edward Thornewill. Ebbero una figlia:
- Nellie Lisa Bass (27 dicembre 1873-28 maggio 1962), sposò il colonnello James Baillie, ebbero tre figli.

Nel 1882 è stato creato baronetto, di Stafford. Nel 1897 fu creato barone Burton.

## Morte
Morì il 1º febbraio 1909 a Londra.